# Japonais implorant une divinité
Japonais implorant une divinité est un tableau du peintre français Jean-Léon Gérôme. C’est une peinture à l'huile sur toile de 71 × 59 cm réalisée en 1885, et représentant une personne au pied d’un escalier qui prie devant une statue de Bouddha. Il fait partie d’une collection privée
Gérôme n’a jamais voyagé au Japon. Il s’agit de sa seule composition basée sur un sujet japonais. Il a été influencé par Henry Humphrey Moore, son étudiant, qui rentrait de trois ans passés au Japon.
Ce tableau est resté dans la maison de l’artiste au 65 boulevard de Clichy à Paris jusqu’à sa mort. Une esquisse de 35 × 27 cm est offerte à son ami le scénographe Marcel Jambon avec la dédicace à son confrère et ami/Jambon/souvenir/J. L. Gerome en bas à droite.
La signature de l’artiste figure en bas à gauche sur la première contremarche.

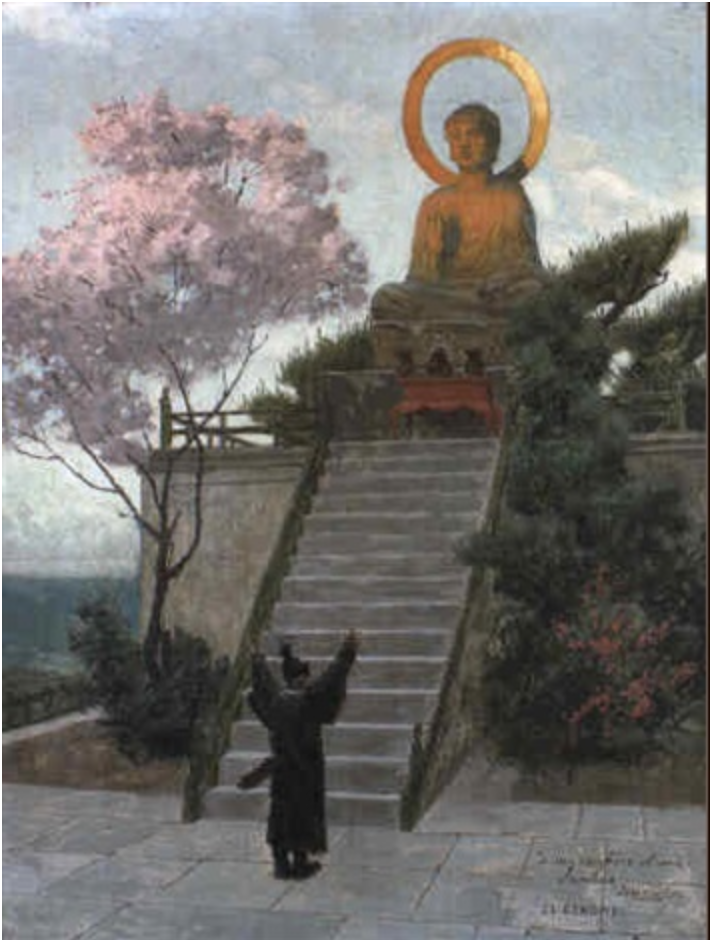
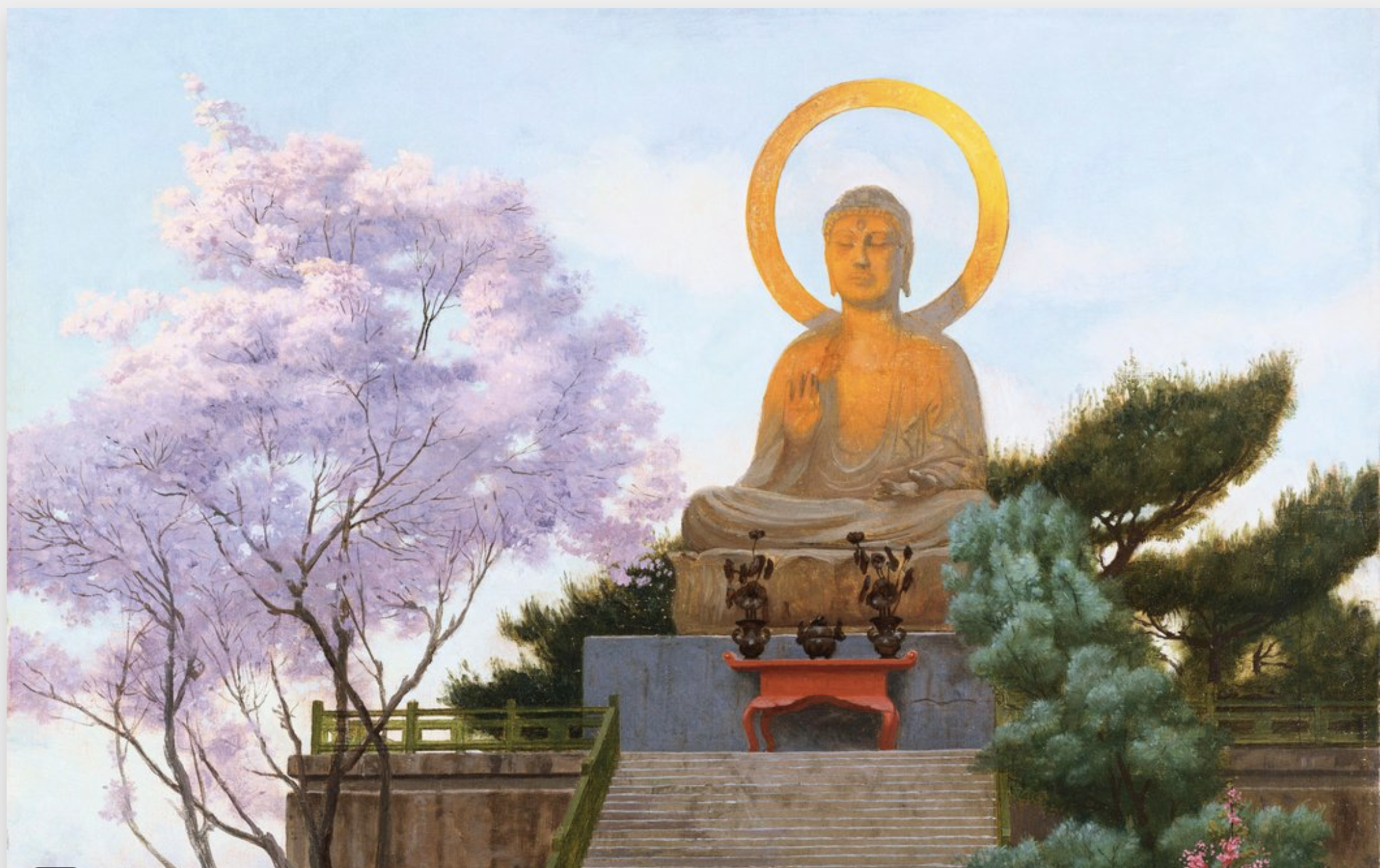
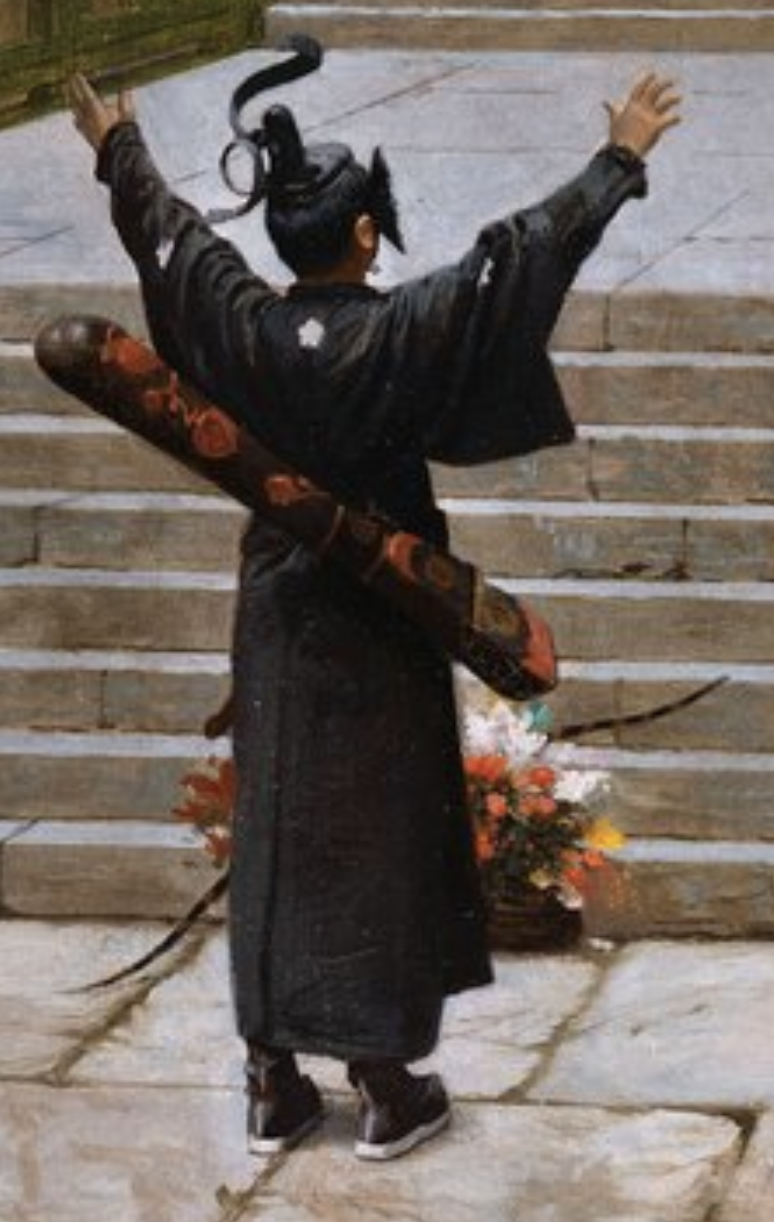